# Hot om våld
Hot om våld, ett begrepp inom folkrätten, är ett tillstånd mellan stater som beskrivits av den brittiske juristen Ian Brownlie som:
| ” | ...ett uttryckligt eller implicit löfte av en regering att använda sig av våld om vissa krav som sagda regering ställt inte accepteras | „ |
| – | |   |

I inledningen till Wienkonventionen om traktaträtten från år 1969 nämns att såväl hot om våld som dess användning är förbjudet. Dessutom föreskriver konventionens paragraf 52 att om hot om våld förekommer under pågående diplomatiska förhandlingar medför detta att eventuella avtal som förhandlingarna leder till inte är giltiga: ett avtal är icke giltigt om dess slutande har åstadkommits under hot om eller användande om våld i strid med folkrätten så som sägs i FN-stadgan.

## Översättning
Den här artikeln är helt eller delvis baserad på material från engelskspråkiga Wikipedia.